# ВЕС Mullberget
ВЕС Mullberget — наземна вітрова електростанція у Швеції. Знаходиться в центральній частині країни в лені Ємтланд.
Майданчик для ВЕС обрали поблизу Rätan у комуні Берг. Будівництво розпочалось у 2012 році і до кінця літа 2014 року тут ввели в експлуатацію 26 вітрових турбін компанії Siemens типу SWT-3.0-113 з одиничною потужністю 3 МВт. Діаметр ротора турбіни 113 метрів, максимальна висота з урахуванням опорної башти 180 метрів.
Річне виробництво електроенергії очікується на рівні 247 млн кВт·год.